# Мавланьяз, Дилмурат
Дилмурат Мавланьяз (кит. упр. 迪力穆拉提·毛拉尼牙孜, пиньинь Dílìmùlātí Máolāníyázī; род. 8 апреля 1998) — китайский футболист, защитник клуба «Юньнань Юйкунь».

## Клубная карьера
Дилмурат Мавланьяз начал свою взрослую карьеру в футбольном клубе второго уровня «Синьцзян Тяньшань Леопард» в лиге 2017 года, где он дебютировал в игре лиги 24 сентября 2017 года против «Мэйчжоу Хакка» в поражении со счётом 3:1. В следующем сезоне он зарекомендовал себя как неотъемлемый член команды и играл в каждом матче чемпионата кампании. 21 февраля 2019 года он подписал контракт с клубом высшего уровня «Чунцин Лянцзян Атлетик».

## Статистика карьеры
| Клуб                      | Год              | Лига                | Лига  | Лига | Национальный Кубок | Национальный Кубок | Континентальный | Континентальный | Другое | Другое | Общее количество | Общее количество |
| Клуб                      | Год              | Дивизион            | Матчи | Голы | Матчи              | Голы               | Матчи           | Голы            | Матчи  | Голы   | Матчи            | Голы             |
| ------------------------- | ---------------- | ------------------- | ----- | ---- | ------------------ | ------------------ | --------------- | --------------- | ------ | ------ | ---------------- | ---------------- |
| Синьцзян Тяньшань Леопард | 2017             | Первая лига Китая   | 4     | 0    | 0                  | 0                  | -               | -               | -      | -      | 4                | 0                |
| Синьцзян Тяньшань Леопард | 2018             | Первая лига Китая   | 30    | 0    | 1                  | 0                  | -               | -               | -      | -      | 31               | 0                |
| Синьцзян Тяньшань Леопард | Общее количество | Общее количество    | 34    | 0    | 1                  | 0                  | 0               | 0               | 0      | 0      | 35               | 0                |
| Чунцин Дангдай Лифань     | 2019             | Китайская Суперлига | 30    | 1    | 2                  | 0                  | -               | -               | -      | -      | 32               | 1                |
| Чунцин Дангдай Лифань     | 2020             | Китайская Суперлига | 13    | 0    | 1                  | 0                  | -               | -               | -      | -      | 14               | 0                |
| Чунцин Дангдай Лифань     | Общее количество | Общее количество    | 43    | 1    | 3                  | 0                  | 0               | 0               | 0      | 0      | 46               | 1                |
| Всего за карьеру          | Всего за карьеру | Всего за карьеру    | 77    | 1    | 4                  | 0                  | 0               | 0               | 0      | 0      | 81               | 1                |